# Генеалогія злочину
«Генеалогія злочину» («Généalogies d'un crime») — французько-португальський кінофільм 1997 року, знятий режисером Раулем Руїзом, з Катрін Денев у головній ролі.

## Сюжет
Соланж, адвокат, який вміє вигравати безнадійні справи, погоджується захистити Рене, звинуваченого у вбивстві своєї багатої тітки, Джин. Тітка була членом франко-бельгійського психоаналітичного товариства, відомого своїми нестандартними методами. Соландж вірить у невинність Рене. Поступово до справи підключаються різні психіатри.

## У ролях
- Катрін Денев: Соланж Рів'єр / Жанна Хіггінс
- Мельвіль Пупо: Рене
- Мішель Пікколі: Жорж Дідьє
- Анджей Северин: Крістіан Корай / Лаплас
- Монік Мелінан: Луїза
- Бернадетт Лафон: Естер
- Юбер Сен-Макарі: Верре
- Жан-Ів Готьє: Матьє
- Матьє Амальрік: Ів
- Патрік Модіано: Боб
- Жан Баден: адвокат
- Бріджит Сі: Жанна
- Паскаль Боніцер: директор школи
- Джеймс Тьєрре: молодий американський актор
- Ліза Свонсон: американська акторка
- Майкл Коллінз (актор): американський актор
- Жан-Франсуа Лапалу: лікар моргу
- Леммі Константін: лікар Рене
- Ум Дьєрріла: асистентка Жоржа
- Каміла Мора-Шейхінг: Соледад
- Кеті Хей: дочка Верре
- Лоранс Клеман: секретарка Аліна
- Жак П'єйє: офіціант

## Знімальна група
- Режисер: Рауль Руїз
- Сценарій: Рауль Руїз, Паскаль Боніцер
- Оператор: Стефан Іванов
- Монтаж: Валерія Сармьєнто
- Звук: Анрі Майков
- Костюми: Елізабет Таверньє
- Художник: Люк Шалон, Соланж Зейтун
- Композитор: Хорхе Арріагада
- Продюсер: Пауло Бранко